# Міжнародний інститут свободи
Міжнародний Інститут Свободи (ILI) — незалежний, некомерційний, позапартійний, мозковий аналітичний центр заснований 16 серпня 2024 року за ініціативи українських експертів та підприємців. Cеред засновників Міжнародного Інституту Свободи — відомі українські підприємці Володимир Поперешнюк, Сергій Башлаков, Євген Лемберг, Українське бізнес-братство. Експертами інституту є відомі фахівці з економіки перехідних країн. Президент інституту —  Ярослав Романчук. 
В основі дослідницької діяльності та рекомендацій експертів Інституту лежать принципи Австрійської економічної школи, а саме ідеї «малої держави», свободи підприємництва, індивідуальної свободи тощо.
Цінності Міжнародного Інституту Свободи — це особисті, економічні, громадянські та політичні свободи людини, принципи малої держави.
Діяльність Міжнародного Інституту свободи спрямована на популяризацію, розвиток, зміцнення ідей та цінностей свободи шляхом експертних досліджень та практичних рішень для економіки та політики України, інших країн Європи та світу. 

## Дослідження  Міжнародного Інституту Свободи
Об'єктами дослідження ILI є теорія та практика економічного розвитку, транзит економік країн від соціалістичної (радянської) моделі до капіталістичної, роль і місце людини, бізнесу та держави у створенні багатства та процвітання, а також свобода як ключовий нематеріальний актив XXI століття.

## Індекси Міжнародного Інституту Свободи
- Індекс національної економічної безпеки від ILI[1]
- Індекс економіки здорового глузду від ILI[2]
- Індекс соціального добробуту [3][4]

Це оригінальні інструменти для оцінки різних аспектів економічної діяльності Людини, Бізнесу та Держави, є джерелами інформації та рекомендацій для поліпшення якості державного управління, економічної політики, механізмів взаємодії власників, інвесторів, виробників, підприємців та споживачів.

## Читання Мізеса
Інститут заснував щорічну міжнародну науково-практичну конференцію «Читання Мізеса», яка проводиться напередодні дня народження одного із відомих економістів Австрійської школи Людвіга фон Мізеса у його рідному місті — Львові. Перші «Читання Мізеса 2024. Від забуття до відродження» відбулися 28 вересня 2024 року у Львові на базі Українського католицького університету.